# Shagai

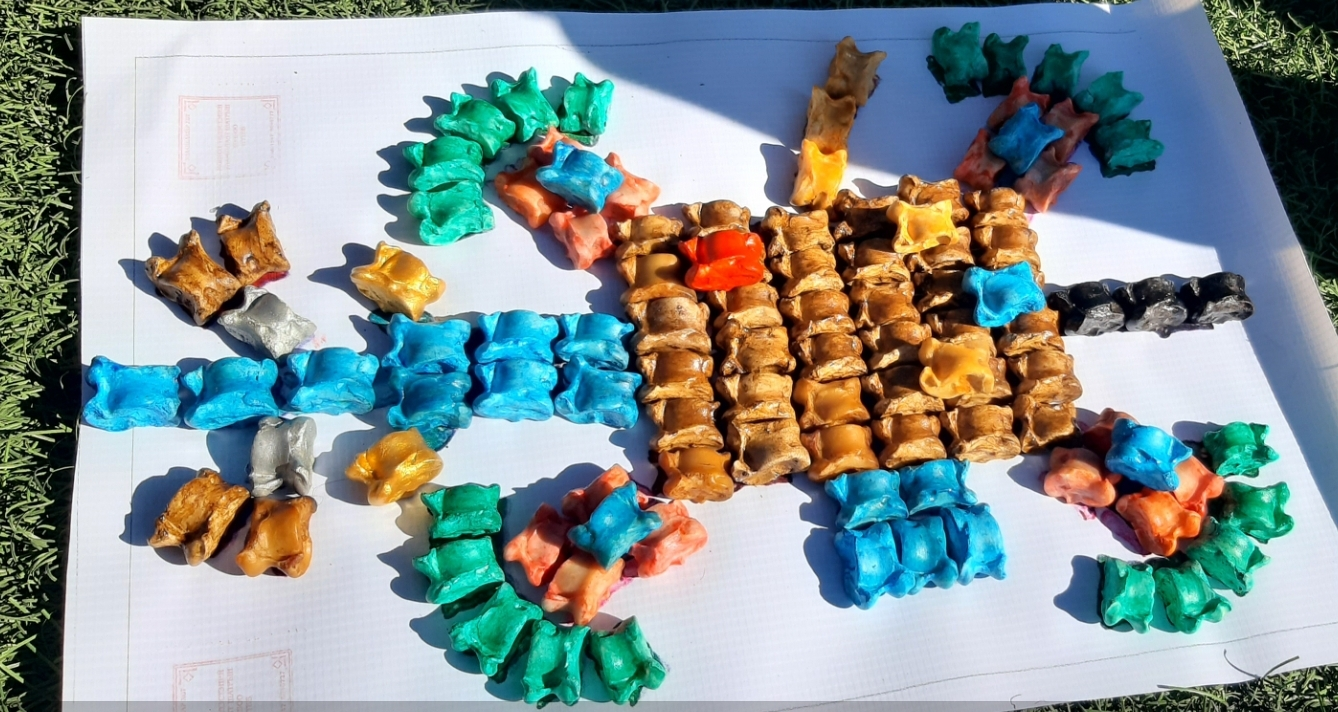
Jeu du zodiaque tortue avec shagai

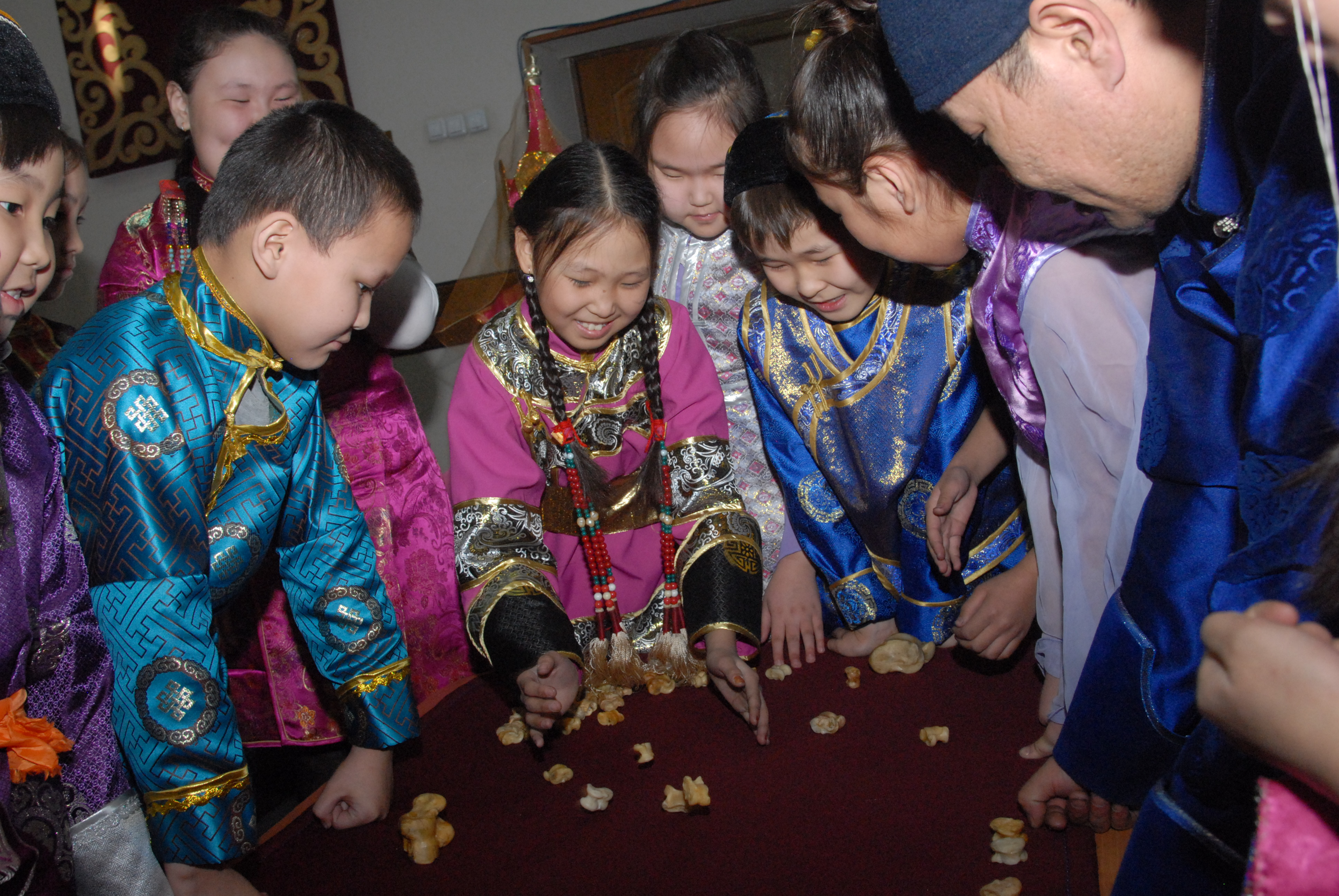
Jeu de kajyk (Кажык) dans une famille touvaine.

Le Shagai (du mongol : ᠱᠠᠭ᠎ᠠ, шагай, prononciation : ʃɑˈʁæː, littéralement, osselet), ou chükö (Kyrgyz : чүкө tʃykœ́), en kazakh asyk, ashyk ou oshuq (Kazakh : асық ɑsə́q), en Turc : aşık ou en  Tadjik : ошуқ ɒʃuq) ou « osselets » est un os du tarse d'un mouton ou d'une chèvre. Les os sont utilisés pour un jeu  partagé par différents peuples d'Asie centrale, dont les Mongols, certains peuples turcs et les Tadjiks ; en plus de leur aspect ludique, les osselets sont parfois utilisés à des fins divinatoires.
Les os peuvent être peints de couleurs vives.
Les jeux de shagai sont extrêmement populaires en Mongolie lors du festival d'été de Naadam.
Les Mongols échangent encore de nos jours des shagais en signe d'amitié. Le shagai doit être conservé dans une petite bourse. De plus, les mongols (habituellement les hommes) récupèrent également les shagais de loups (dans ce cas, il s'agit plutôt du calcanéus de l'os de la hanche), ce qui est vu comme un symbole porte chance.

## Description du jeu

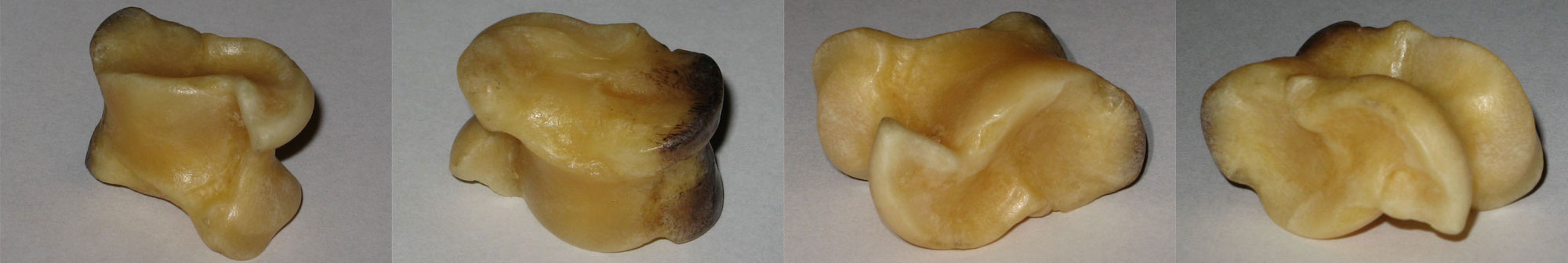
Les positions possibles d'un osselet : chameau, cheval, chèvre et mouton

Il se joue avec des osselets de mouton, ou plus rarement d'autres espèces de petit bétail, nettoyés et polis. Chacun des quatre côtés de l’osselet représente un animal différent - le cheval, le mouton, le chameau et la chèvre; une cinquième position est possible sur terrain irrégulier : la vache. Bien qu'il y ait de nombreux jeux pouvant être joués avec les os, en général l'objectif est de recueillir la plupart des osselets en les lançant ou en leur donnant une chiquenaude, avec les conséquences différentes dépendant du côté sur lequel il atterrit.

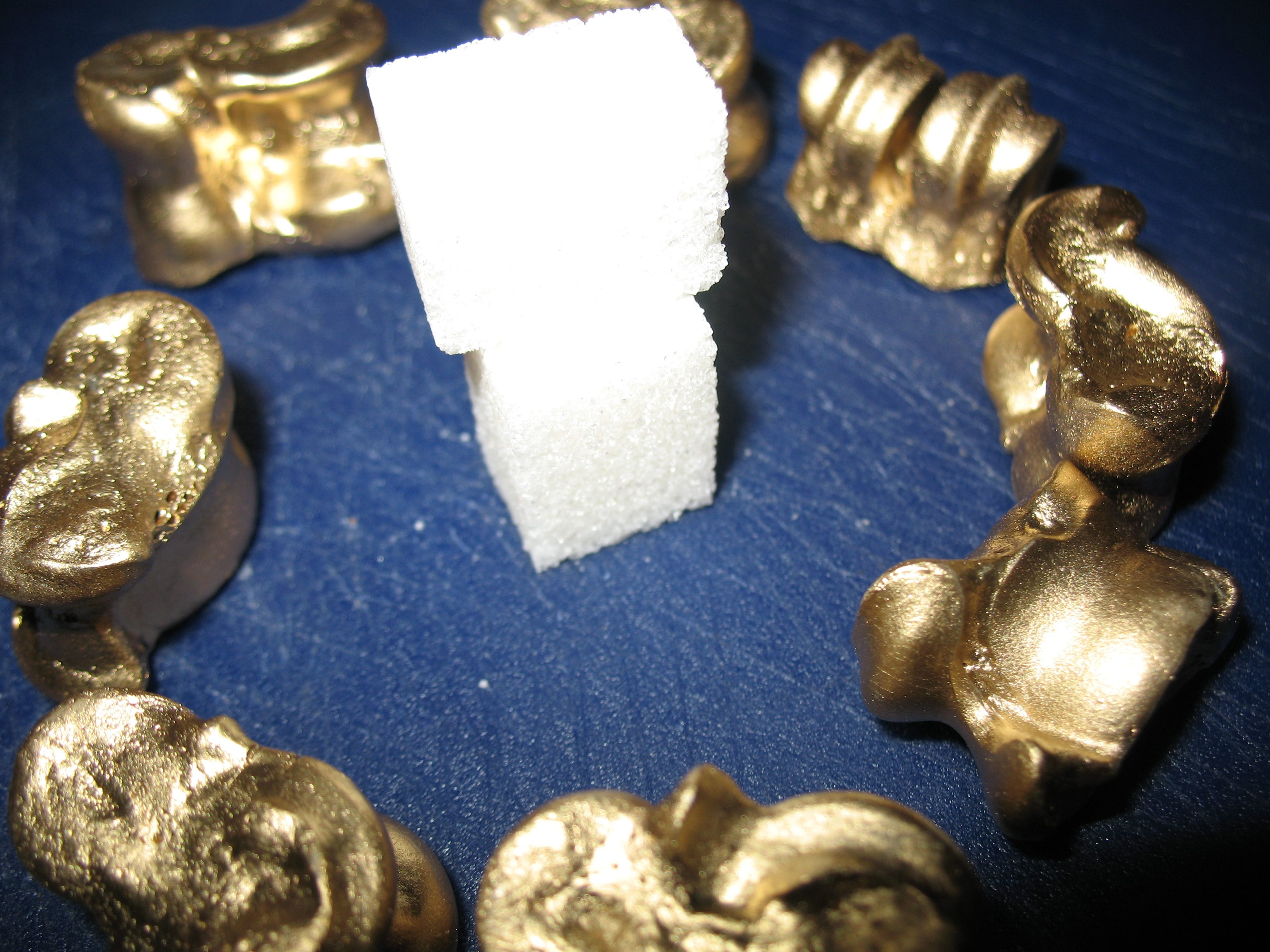
Modernisation du shagai à Touva par Kuzhuget Ali.

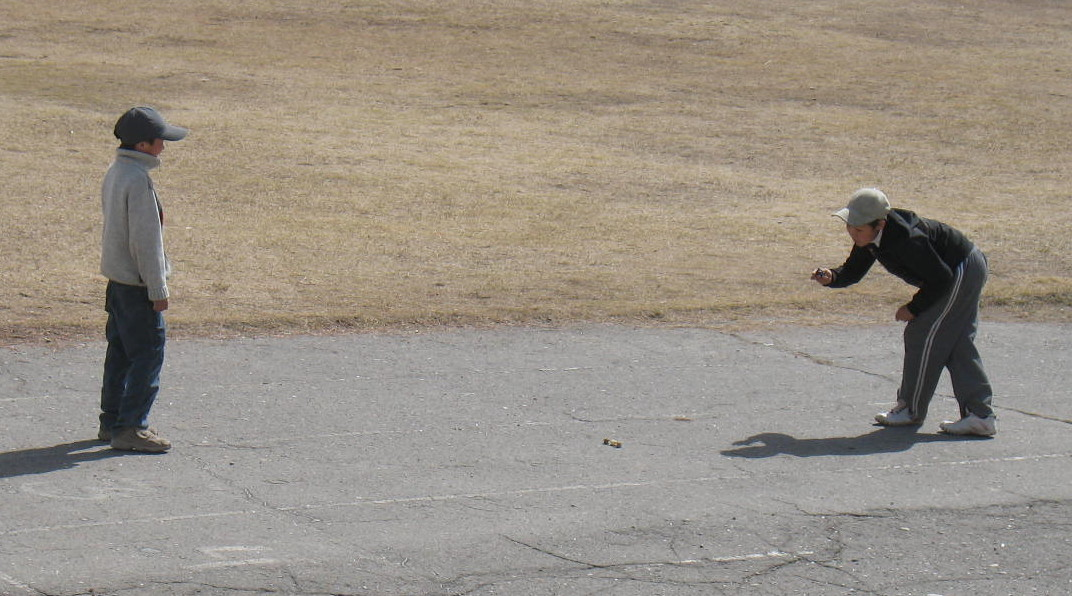
Garçons kirghizes jouant à un jeu à base de chükö dans le stade de Naryn au Kirghizistan.

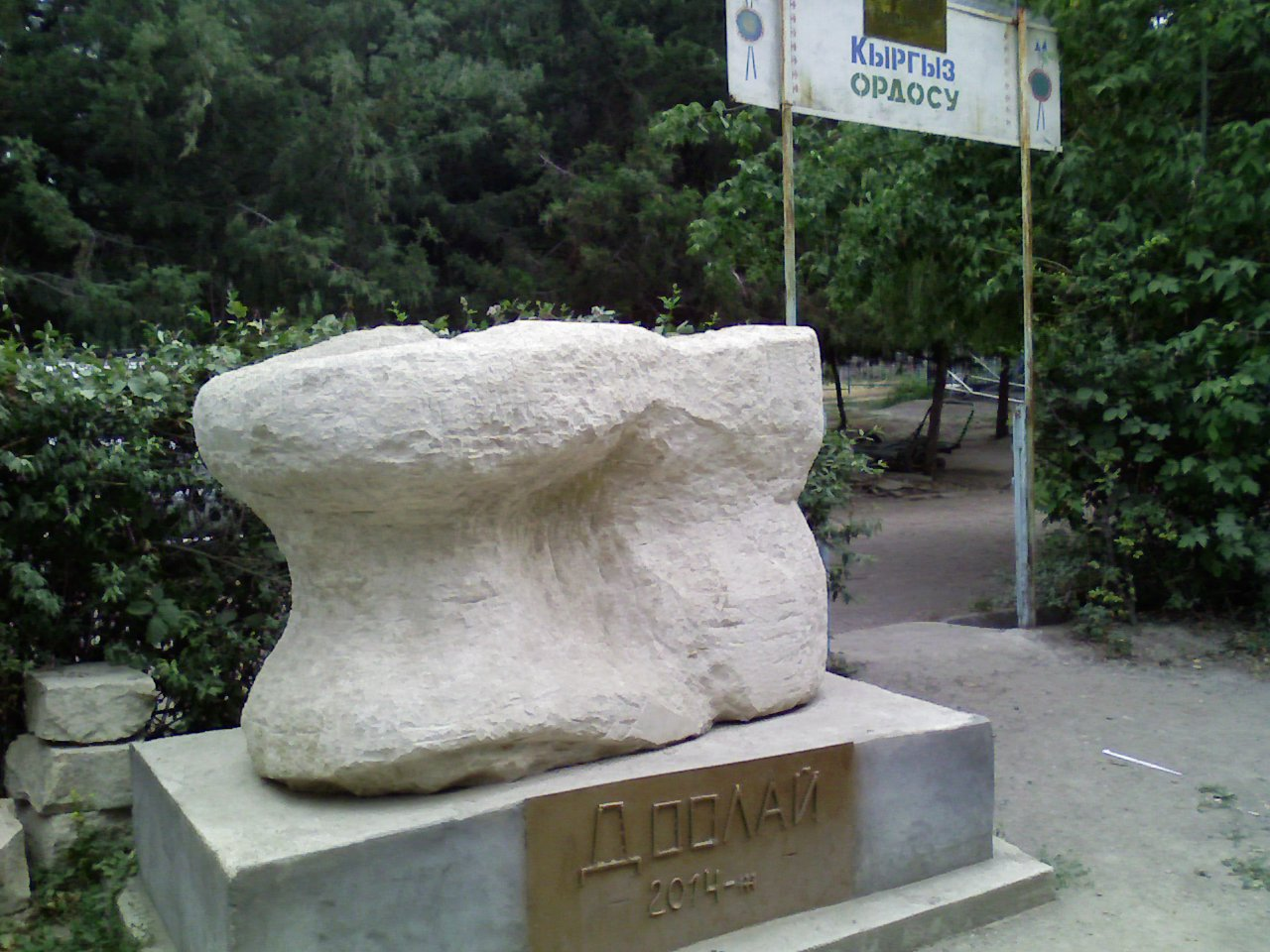
Monument sur le site des jeux à Och au Kirghizistan.

Une grande variété de jeux traditionnels mongols sont pratiqués avec les osselets shagai. En fonction du jeu, le shagai peut être jeté comme un dé, lancé d'une chiquenaude comme une bille, visé avec une flèche, attrapé avec les mains, ou simplement récolté suivant le résultat d'un jet de dés. Dans de nombreux jeux, le côté sur lequel tombe l'os (cheval, mouton, chameau ou chèvre) a une importance.
Pour l'un des jeux les plus populaires, des compétitions publiques sont même organisées, plus particulièrement durant le festival traditionnel de Naadam. Dans ce jeu, les pièces sont lancées d'une chiquenaude du majeur d'une main sur un plateau de bois (khashlaga = barrière) tenu de l'autre main. Le but est de frapper une autre pièce se trouvant à une distance pouvant aller jusqu'à 10 m.
Quelques autres jeux très répandus :

### La course de chevaux
C'est un jeu très commun, qui se pratique habituellement à deux joueurs, mais parfois plus. Chacun son tour, chaque joueur jette une pièce (son "cheval") le long d'une suite de points fixes représentant le trajet de la course.

### La naissance des chameaux
Chacun leur tour, les joueurs jettent leurs pièces sur le sol. Le but est ensuite d'utiliser les pièces en position de mouton pour frapper les pièces en position de chameau et leur faire adopter une position de mouton.

### Le jeu des chats
Un certain nombre de moutons (ou chèvres) sont alignés deux par deux. Le joueur lance alors un autre objet (souvent une chaine) en l'air et le rattrape. Le but est d'attraper une pièce avec la même main sans toucher aux autres pièces avant que l'objet ne retombe.

### Le lancer complet
Le jeu se pratique avec deux à quatre joueurs. Chacun d'eux lance toutes les pièces. En fonction du nombre de chevaux ou de chameaux ayant atterri, le joueur récupère des pièces, ou doit en ajouter. Le gagnant est le joueur qui a récupéré le plus de pièces une fois que toutes les pièces ont été récupérées.

### La capture ouverte
Le jeu se pratique avec 10 pièces ou plus. Chacun son tour, les joueurs placent toutes les pièces dans une seule main et les jettent en l'air. Le but est alors d'attraper le plus possible d'osselets avec le dos de la même main. Les pièces ainsi rattrapées sont alors jetées en l'air à nouveau, et il faut les rattraper avec le poing cette fois. Le gagnant est le joueur qui a récupéré le plus de pièces une fois qu'il ne reste plus d'osselet à lancer.

### Douze ans
Le jeu se joue à deux. Chacun leur tour, les joueurs lancent deux pièces en douze manches (qui correspondent aux douze mois de l'année), en comptant un point pour chaque cheval obtenu. Si aucun des joueurs n'obtient douze points, la partie recommence. Sinon, celui qui a obtenu le plus de points gagne.

### Jet des trois shagais
Les joueurs lancent chacun leur tour trois shagais comme des dés. Si les trois pièces tombent sur le même côté, le joueur gagne deux points, si seulement deux pièces ont une position identique, le joueur gagne un point. Le gagnant est le joueur qui arrive à un nombre prédéterminé de points.

### Les quatre shagais
Les joueurs lancent chacun leur tour quatre pièces. Si toutes les pièces ont une position différente, le joueur gagne huit points, si elles ont toutes la même position, le joueur marque quatre points, et deux paires donnent deux points. Si un joueur (même autre que le lanceur) arrive à attraper les quatre pièces d'un jet où les pièces ont toutes la même position, il obtient également les points accordés au lanceur. Le gagnant est le joueur qui arrive à distancer ses concurrents d'une marge de points prédéterminée.

### L'«Ordo»
Le shagai fait partie des disciplines des jeux mondiaux nomades. C'est la variante Ordo qui y est pratiquée. Les osselets y sont utilisés de manière tactique pour attaquer le camp du khan ennemi.

### Les quatre troupeaux
Les pièces sont divisées en quatre groupes, représentant les troupeaux des différents animaux selon le côté supérieur des pièces. Les joueurs lancent chacun leur tour une pièce supplémentaire, récupérant une pièce du troupeau représenté par la pièce lancée, ou en rendant une si le troupeau est déjà vide. Une fois que les quatre troupeaux sont vides, le joueur qui a récolté le plus de pièces gagnes

## Pratique

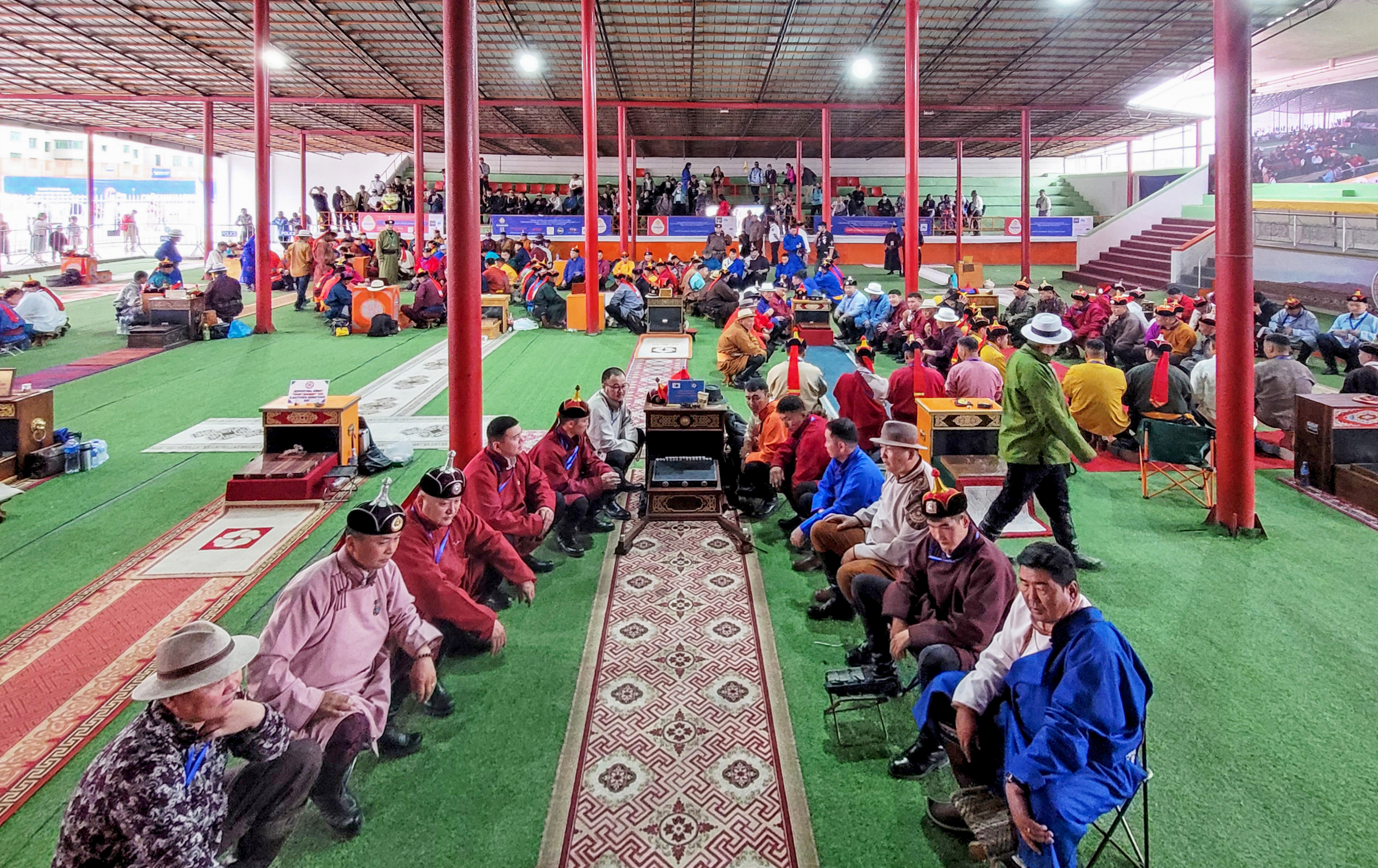
Partie de Shagai au festival du Naadam à Oulan-Bator, Mongolie

En plus d'être un passe-temps pour les familles d’éleveurs, le shagai a une valeur symbolique importante. Une famille importante avec beaucoup d'animaux aura progressivement recueilli un grand nombre d'osselets, ainsi la possession de plusieurs osselets symbolise la prospérité de la famille. Autrefois, les familles qui avaient recueilli plus d'osselets qu'elles n'en avaient besoin choisissaient un jour favorable et allaient jouer le jeu de « la tortue multicolore » sur le sommet d'une montagne, laissant les os ensuite en offrande à la montagne ou au ciel.

## Utilisation divinatoire
Pour la voyance, quatre shagai sont lancés sur le sol ; les deux côtés convexes, symbolisant le cheval et le mouton, sont considérés comme de bons présages, le meilleur étant le cheval. Les côtés concaves, symbolisant la chèvre et le chameau, ont une signification négative. Obtenir les quatre signes (cheval, mouton, chèvre et chameau) sur un lancer est interprété comme un signe de très bonne fortune.

## Musique

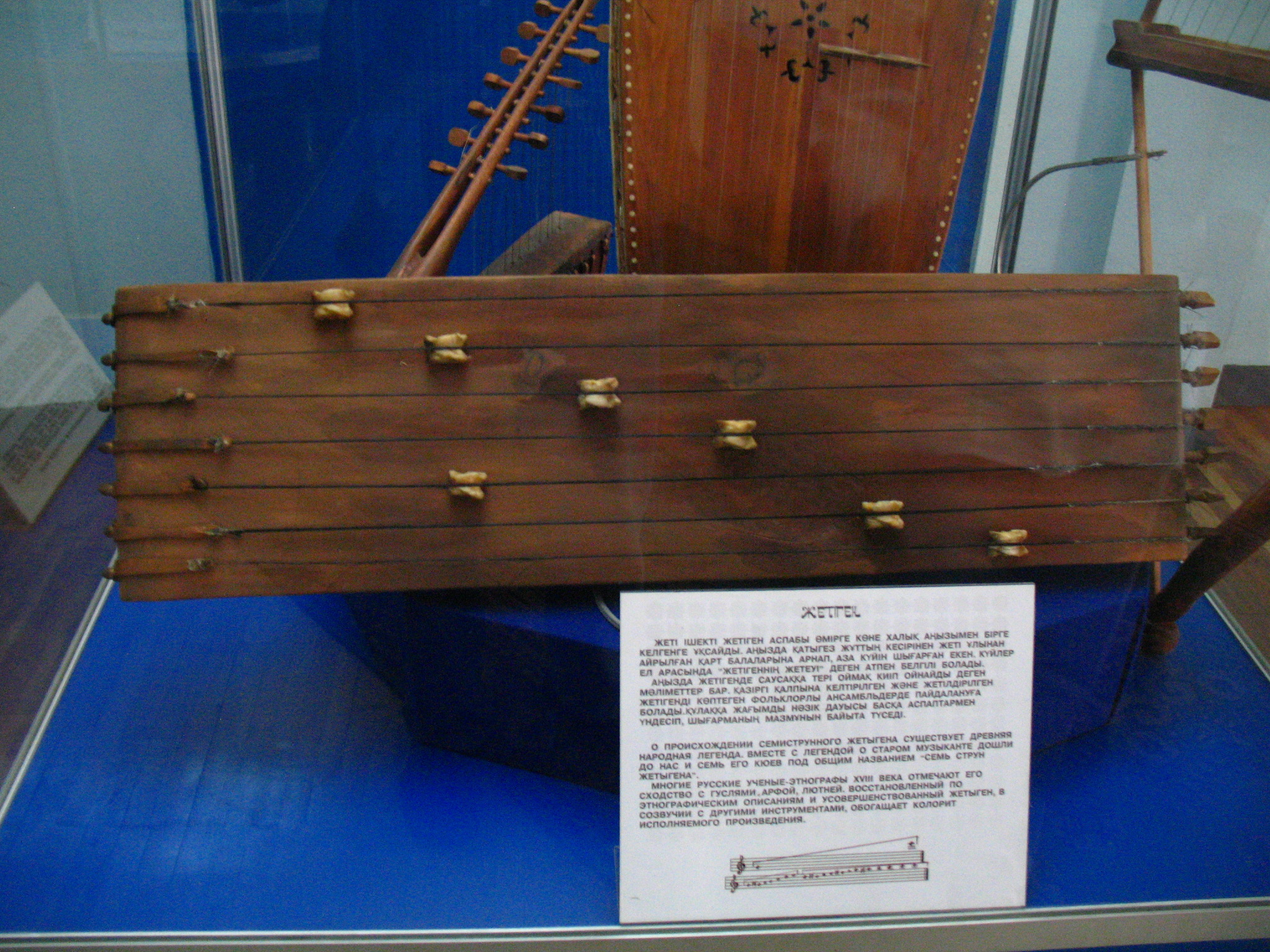
Jetygen

En plus des jeux et de l'utilisation divinatoire, les shagais sont utilisés dans le cadre de la musique. Par exemple, sur le jetygen, instrument de musique national kazakh semblable à la yatga mongole, les shagais servent de chevalets mobiles supportant les cordes.